# .sr
.sr là tên miền quốc gia cấp cao nhất (ccTLD) của Suriname. Tên miền cấp cao nhất này được tài trợ bởi Telesur, công ty viễn thông nội địa, nhưng dịch vụ đăng ký cho người nước ngoài được quản lý bởi công ty DotSR, được quảng bá với nghĩa là "seniors" (đàn anh).